# Йохан II (Мекленбург-Щаргард)
Йохан II фон Мекленбург-Щаргард „Млади“ (на немски: Johann II von Mecklenburg-Stargard; * пр. 1370; † между 6 юли и 9 октомври 1416) е сърегент, херцог на Мекленбург-Щаргард (1392/1393 – 1416), от 1408 г. господар на Щернберг, Фридланд, Фюрстенберг и Лихен.

## Живот
Той е най-възрастният син на херцог Йохан I фон Мекленбург-Щаргард († 1392/1393) и третата му съпруга графиня Агнес фон Линдау-Рупин († пр. 1402), вдовица на Николаус IV фон Верле, дъщеря на граф Улрик II фон Линдов-Рупин († 1356) и принцеса Агнес фон Анхалт-Цербст († 1352). Брат е на Улрих I († 1417), Рудолф († сл. 28 юли 1415), епископ на Скара (1387 – 1389), епископ на Шверин (1391 – 1415), и Албрехт I († 1397).
Йохан II управлява първо с братята си Улрих I и Албрехт I († 1397). Той помага на братовчед си Албрехт III при избора му през 1364 г. за крал на Швеция. През 1408 г. той разделя страната с брат си Улрих I и получава Щернберг, Фридланд, Фюрстенберг и Лихен.
Умира между 6 юли и 9 октомври 1416 г. и е погребан в Щернберг.

## Фамилия
Йохан II се жени 1388 г. за Катарина (Вилайда) от Литва (ок. 1369/1374 – 1422), дъщеря на литовския велик княз Алгирдас (Olgierd) († 1377) и втората му съпруга Юлиана Александровна Тверска († 1391). Тя е сестра на полския крал Владислав II Ягело († 1434). Те имат децата:
- Йохан III „Стари“ (ок. 1389 – 1438), херцог на Мекленбург-Щаргард, господар на Щернберг, женен на 14 октомври 1430 г. за принцеса Лутруд фон Анхалт-Кьотен († 1465/1474)
- Хедвиг (1390 – 1467), абатиса на манастир Рибниц (1427 – 1467)
- Агнес (ок. 1400 – 1467), омъжена за херцог Ото II от Померания-Щетин († 1428)